# Magdalena Wilhelmine de Württemberg
Magdalena Wilhelmine de Württemberg (7 noiembrie 1677 – 30 octombrie 1742) a fost soția lui Karl al III-lea Wilhelm, Margraf de Baden-Durlach. A fost regentă în timpul monirarului nepotului ei, în perioada 1738-42.
Ea a fost fiica Ducelui Wilhelm Ludwig de Württemberg și a Magdalenei Sibylla de Hesse-Darmstadt. În scopul de a consolida legăturile dintre Baden și Württemberg, ea s-a căsătorit la 27 iunie 1697 cu Prințul Ereditar de Baden, care mai târziu a devenit Margraf de Baden-Durlach (1709). Cum Magdalena Wilhelmine a avut un nas mare și pete, ea nu a îndeplinit idealurile frumuseții pe care le avea Karl Wilhelm, care iubea femeile frumoase. După ce ea a născut un fiu și moștenitor, cuplul s-a separat. Când în 1715, Karl Wilhelm a înființat noua sa reședință Karlsruhe, s-a mutat singur în noul palat, în timp ce soția sa a rămas în castelul Karlsburg.
După decesul lui Karl Wilhelm în 1738, Magdalena Wilhelmine a fost regentă pentru nepotul ei în vârstă de 9 ani, Karl Frederic.